# Landschulheim Grovesmühle
Das Landschulheim Grovesmühle ist eine Privatschule mit Internat in einer ehemaligen Mühle beim Ortsteil Veckenstedt der Gemeinde Nordharz in Sachsen-Anhalt.
Die Grovesmühle ist ein staatlich anerkanntes Gymnasium mit Förderstufe, Realschule und Fachoberschule. Insgesamt besuchen über 300 Schülerinnen und Schüler das Landschulheim Grovesmühle.

## Vorgeschichte
Das Landschulheim Grovesmühle steht in der Tradition der ersten Hermann-Lietz-Schulen und gehört der Vereinigung von Landerziehungsheimen an. Es wurde am 28. April 1914 durch den Pädagogen Hermann Lietz als Landwaisenheim Grovesmühle in den Gebäuden einer ehemaligen Papiermühle gegründet.
1935 wurde das Landwaisenheim geschlossen und stattdessen die Schule ausgebaut, um dort die Unterstufenschüler der Landerziehungsheime unterzubringen und zu unterrichten. 1953 konnte jedoch die reformpädagogische Arbeit des Landwaisenheims nach den Lehren von Hermann Lietz in der DDR nicht mehr fortgesetzt werden und die Einrichtung wurde geschlossen. 1995 wurde sie durch Gert-Ulrich Buurman wieder eröffnet.

## Weiteres
- Die Schule ist Mitglied im Schulverbund 'Blick über den Zaun'. Alljährlich in den Sommerferien dient die Schule als Standort der Deutschen SchülerAkademie.
- Seit dem 9. September 2011 ist das Landschulheim Grovesmühle offiziell eine „Schule ohne Rassismus – Schule mit Courage“. Pate ist der deutsche Ruderer Marcel Hacker.
- Die Schule ist Mitglied in der Internate Vereinigung.